# Бомбассеи, Альберто
Альберто Бомбассеи (итал. Alberto Bombassei; род. 5 октября 1940, Виченца, Венеция) — итальянский предприниматель и политик.

## Биография
Родился в Виченце (административный центр провинции Виченца, области Венеция) 5 октября 1940 года. Сын Эмилио Бомбассеи — основателя АО «Брембо», специализирующегося на проектировании и производстве тормозных систем. В 2003 году университет Бергамо присвоил ему почётную докторскую степень в механической инженерии.

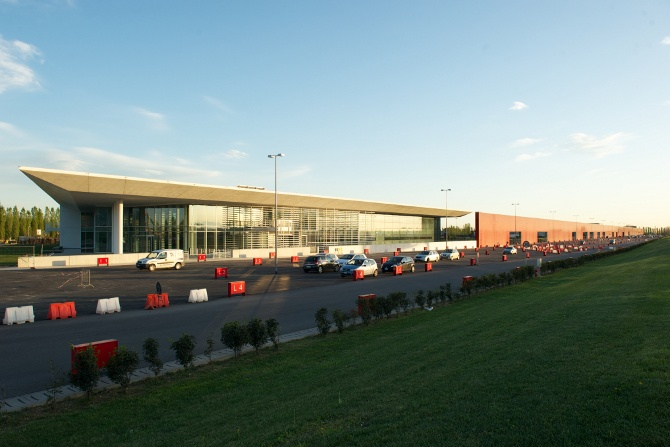
Здание Kilometro Rosso

Бомбассеи занимает руководящие должности в следующих компаниях:
- Brembo, президент;
- Fiat, член Совета директоров (consigliere di amministrazione);
- Italcementi, член Совета директоров;
- Atlantia, член Совета директоров;
- Pirelli, член Совета директоров;
- Ciccolella, член Совета директоров;
- Nuovo Trasporto Viaggiatori, член Совета директоров.

В 2001—2004 годах являлся президентом объединения металлообрабатывающих компаний Federmeccanica. Кроме того, является вице-президентом Конфиндустрии по трудовым отношениям, социальным отношениям и социальному страхованию (Relazioni industriali, affari sociali e previdenza); в марте 2012 года баллотировался в руководство организации, но проиграл Джорджо Скуинци.
В мае 2007 года в окрестностях Бергамо открылся научно-исследовательский центр Kilometro Rosso — здание, спроектированное Жаном Нувелем (одним из вдохновителей проекта был Бомбассеи).

### Политическая деятельность
Баллотировался на досрочных парламентских выборах 2013 года по списку движения Марио Монти.
С 17 октября 2013 года, после ухода Марио Монти с должности председателя партии «Гражданский выбор» (с 19 марта 2013 года состоял в единой фракции «Гражданского выбора» и его союзников в Палате депутатов, которая с декабря 2013 года после ухода союзников именуется «Гражданский выбор для Италии»), являлся вр. и. о. председателя партии (16 ноября 2013 года был утверждён на постоянной основе).
10 апреля 2014 года Альберто Бомбассеи направил из Стеццано письмо первому заместителю председателя Ренато Бальдуцци, политическому секретарю Стефании Джаннини, лидерам партийных фракций в палатах парламента, президиуму партии и парламентариям от «Гражданского выбора» об уходе с должности председателя из-за несогласия с отставкой правительства Летта, ввиду отказа «Гражданскому выбору» в получении министерского портфеля в финансово-экономическом блоке правительства Ренци и отказа партии от активного участия в изменении избирательного закона.

## Награды
Кавалер ордена «За заслуги в труде» (31 мая 2004).
Награждён многими премиями, в том числе:
- «ASFOR alla carriera 2008» (19 февраля 2008);
- «Amerigo Vespucci» (2007);
- Eurostar (2004);
- Premio Leonardo «Qualità Italia» (2003);
- «Lombardia per il lavoro» (2010).